# Aragoa hammenii
Aragoa hammenii är en grobladsväxtart som beskrevs av J.L. Fernández Alonso. Aragoa hammenii ingår i släktet Aragoa och familjen grobladsväxter. Inga underarter finns listade i Catalogue of Life.